# Jelka (rod)
Jélka (znanstveno ime Abies) je rod v družini borovk. Obsega 45-55 vedno zelenih vrst iglastih dreves. Pogosto raste na apnenčasti podlagi, kjer je veliko zračne vlage. Storži so pokončni, iglice rastejo v obe smeri.

## Videz
Vsa odrasla drevesa dosežejo višino 10-80 m in obseg debla 0.5-4 m. Krošnja je pri odrasli jelki ovalna, v starosti pa sploščena.  
Iglice so dolge 15 - 30 mm, razporejene v dveh vrstah, ploske, zgoraj bleščeče temno zelene, spodaj z dvema belima progama.
Storži so pokončni, dolgi 10 - 16 cm in razpadejo na  drevesu.
Skorja je belo siva, pri mlajših drevesih gladka, s smolnimi grčami, pri starejših primerkih razpokana in hrapava.
Les je rdečkasto bele ali skoraj bele barve z modrikastim odtenkom. Branike so izrazite.

## Klasifikacija
- Sekcija Balsamea (Tajga v Aziji, Severna Amerika in južnejša visoka gorovja )
  - Abies fraseri
  - Abies balsamea - balzamasta jelka
  - Abies bifolia
  - Abies lasiocarpa
  - Abies sibirica - sibirska jelka
  - Abies sachalinensis
  - Abies koreana - korejska jelka
  - Abies nephrolepis
  - Abies veitchii

- Sekcija Grandis (zahodna Severna Amerika do Mehike in Gvatemale, Gvatemala, nižine na severu, zmerne višine na jugu)
  - Abies grandis - velika jelka
  - Abies concolor - dolgoigličasta jelka
  - Abies durangensis
  - Abies flinckii
  - Abies guatemalensis

- Sekcija Abies (osrednja, južna & vzhodna Evropa, Azija)
  - Abies nebrodensis
  - Abies alba - navadna jelka
  - Abies borisii-regis- bolgarska jelka
  - Abies cephalonica - grška jelka
  - Abies nordmanniana - kavkaška jelka
  - Abies cilicica

- Sekcija Piceaster (južna Španija, severozahodna Afrika)
  - Abies pinsapo - španska jelka
  - Abies numidica - alžirska jelka

- Sekcija Momi (vzhodna & osrednja Azija, Himalaja, običajno v nižjih in zmernih višinah)
  - Abies kawakamii - tajvanska jelka
  - Abies homolepis
  - Abies recurvata
  - Abies firma - japonska jelka
  - BaishaAbies beshanzuensis
  - Abies holophylla
  - Abies chensiensis
  - Abies pindrow
  - Abies ziyuanensis

- Sekcija Amabilis (Obalna gorovja Tihega oceana, Severna Amerika in Japonska, in visoka deževna gorovja)
  - Abies amabilis
  - Abies mariesii

- Sekcija Pseudopicea (Himalaja, v visokih nadmorskih višinah)
  - Abies delavayi
  - Abies fabri
  - Abies forrestii
  - Abies chengii
  - Abies densa
  - Abies spectabilis
  - Abies fargesii
  - Abies fanjingshanensis
  - Abies yuanbaoshanensis
  - Abies squamata

- Sekcija Oiamel (Mehika, visoka nadmorska višina v gorovjih)
  - Abies religiosa
  - Abies vejarii
  - Abies hickelii

- Sekcija Nobilis (zahodna ZDA, visoka nadmorska višina)
  - Abies procera - srebrna jelka
  - Abies magnifica

- Sekcija Bracteata (obala Kalifornije)
  - Abies bracteata

## Uporaba
Uporablja se za embalažo, za kemično predelavo, v gradbeništvu, stavbnem in pohištvenem mizarstvu ter za papir.